# Jean-Jacques Hénaff
Jean-Jacques Hénaff, né le 10 mars 1938 à Pouldreuzic (Finistère), est un industriel français. Il a dirigé la société Jean Hénaff, productrice du célèbre pâté homonyme, pendant plus de quarante ans, jusqu'en 2010. Entré dans l'entreprise familiale en 1963, Jean-Jacques Hénaff s'est attelé au recentrage de la production sur l'activité des pâtés appertisés puis au développement de produits frais avec les saucisses. Il a réussi à faire de la petite PME familiale le leader français du marché des pâtés appertisés et d'étendre sa présence dans plus de cinquante pays.

## Biographie

### Période de formation
Jean-Jacques Hénaff commence sa scolarité à Pouldreuzic, à l'école des Sœurs Notre-Dame de Lorette, où il est le seul garçon dans la deuxième classe, puis à l'école des Frères Notre-Dame de Penhors. Ensuite, il étudie à Saint-Yves à Quimper (intégré au Likès en 1969), pensionnaire de 1949 à 1955 et quitte la Bretagne pour entrer en classe préparatoire au collège Stanislas à Paris. Durant trois ans, il suit des études commerciales à l’ESSEC dont il sort diplômé en 1960. Il se passionne pour le marketing, à la suite notamment des cours de son professeur Alfred Denner, le frère du comédien Charles Denner.
Il obtient une bourse de la fondation Fulbright qui lui permet de poursuivre son cursus universitaire aux États-Unis à l'université de l'Oregon. En plus de son attrait pour le marketing, il s'intéresse à la psychosociologie du travail, en remarquant un fort lien de parenté dans l'approche des salariés et des consommateurs. En 1962, il effectue son service militaire dans l'armée de l'air, en Algérie, dont il retire la capacité à prendre rapidement une décision en présence d'informations contradictoires. Il termine ses études en suivant pendant quatre mois les cours de l'École technique de la conserve à Paris, avant d'entrer dans l'entreprise familiale, en 1963.
Lorsqu'il est étudiant, il est président de la JEB (Jeunesse étudiante bretonne). Plus tard, il anime le Centre des jeunes Patrons et fait partie de l'Union patronale du Finistère, du CNPF, de la Chambre de Commerce de Quimper.

### Patron de l'entreprise éponyme
L'enfance de Jean-Jacques Hénaff est marquée par ses souvenirs de l'usine de son grand-père Jean Hénaff (1859-1942). Celui-ci, après avoir repris la ferme familiale du lieu-dit de Pendreff, crée en 1907 une usine à Pouldreuzic (pays Bigouden) pour mettre en boîtes les productions agricoles locales. Jean Hénaff mène en parallèle une carrière politique (maire de Pouldreuzic puis conseiller général du Finistère). Jean-Jacques Hénaff n’envisageait pas a priori de reprendre l'entreprise familiale, mais ses études l'y ont conduit. De 1963 à 1971, il est attaché de direction de la conserverie. Sa première mission concerne la création d'une usine à Etouy, dans l'Oise. La question de la rentabilité de ce projet s'est posée quand sont apparus des surcoûts importants dans la construction de l'usine, ce qui a conduit à abandonner le projet.

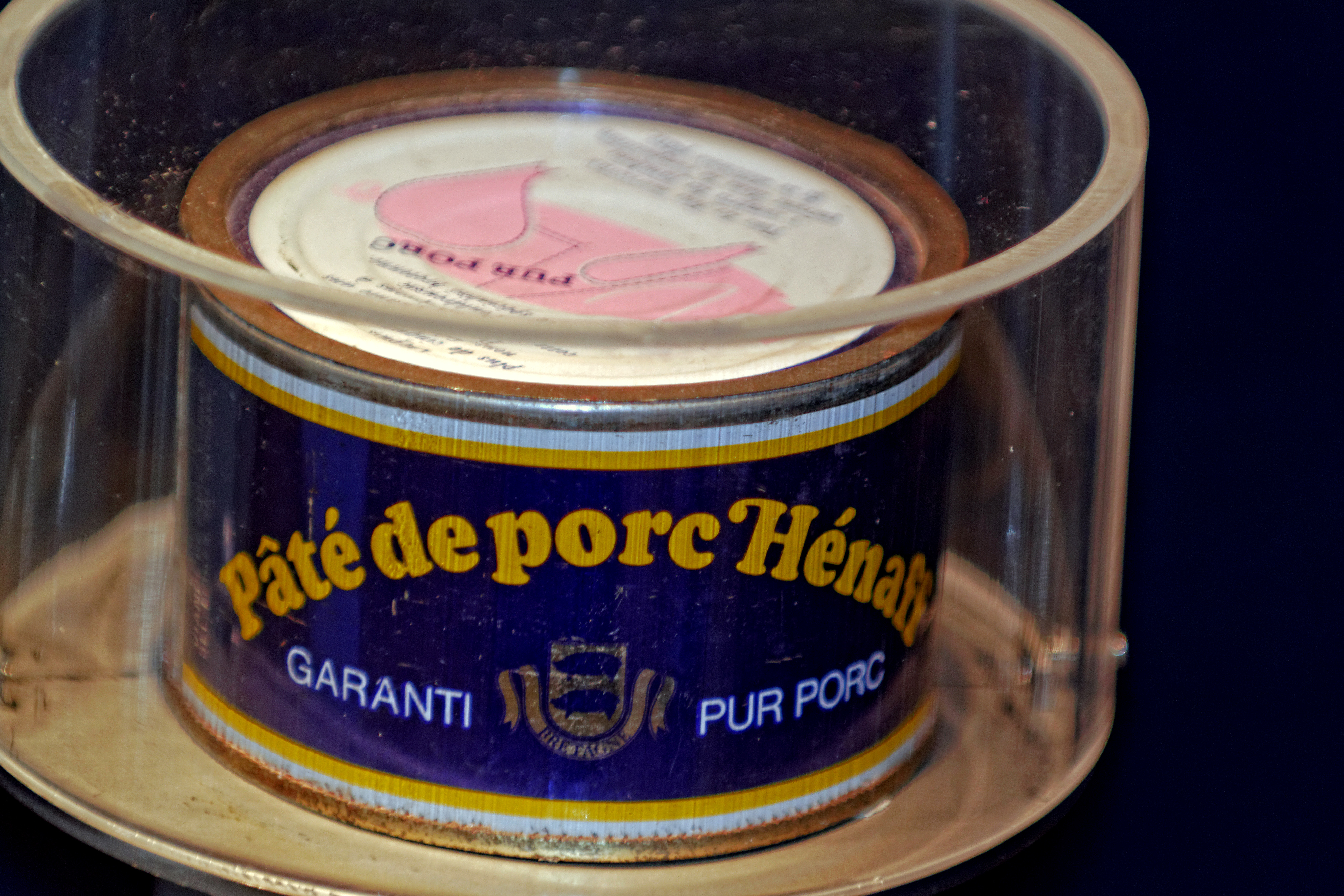
La boîte du pâté Hénaff de 1973 designée par Raymond Loewy.

En 1972, il succède à son oncle Corentin à la tête de l'entreprise en devenant le nouveau PDG de la société. Il est épaulé par le savoir-faire de son cousin René et de son frère Michel, puis de sa sœur Germaine qui entre dans l'entreprise afin de garder secret le mélange d'épices du pâté. Une de ses premières décisions importantes concerne l'arrêt de l'usine de conserves de poissons d'Audierne en 1973, après l'arrêt des légumes (les petits pois en 1970 et les haricots verts en 1971). Afin de conserver les emplois, il définit un nouvel objectif : augmenter les ventes du pâté de 50% en trois ans. Pour cela il a fallu moderniser l'usine, en tant qu'outil, mais aussi son fonctionnement et son organisation commerciale en particulier. Dès 1972, une campagne de publicité est lancée au niveau national à la radio puis à la télévision en 1973 (premier industriel du secteur à le faire), un prospecteur est embauché (premier représentant exclusif), la boîte de pâté est redessinée par la Compagnie de l'Esthétique industrielle du designer Raymond Loewy. Sa femme Ginette, enseignante de métier, devient responsable de l'export : après la confirmation de marché potentiellement intéressant (Allemagne, Belgique, Grande-Bretagne), elle ouvre de nouveaux marchés (Japon, Viêtnam, Amérique latine, etc.). L'exportation aux États-Unis sera rendue possible par l'obtention de l’agrément USDA.
En 1979, Jean-Jacques Hénaff apparaît dans les spots publicitaires, avec une formule-clé : « Pâté Hénaff, il est signé par Jean-Jacques Hénaff ». Il déclare : « Je m'appelle Jean-Jacques Hénaff. Je certifie l'authenticité de la recette de ce pâté. » On le retrouve auprès des éleveurs, dans son usine auprès de ses employés, etc. Pour sa PME, il a choisi un management participatif, au niveau de la transmission de l'information, en offrant aux salariés la possibilité de s'exprimer et en leur expliquant les raisons des décisions. L'usine évolue en s'agrandissant et en se modernisant, tout en restant sur le même site de production, ce qui permet d'augmenter la gamme de produits, avec les plats cuisinés et en 1995 les saucisses fraîches, après dix ans de recherche et développement. Bien qu'il fasse adopter très tôt des normes qui engagent l'entreprise sur le long terme (normes ISO 9000, développement durable, traçabilité) sa ligne directrice est de ne pas déroger aux valeurs fondatrices qui donnent un cap de direction. L'identité de la marque tient pour beaucoup à celle de son territoire, ce qui permet de relier les produits et les consommateurs à l'identité bretonne. Membre du Club des Trente et du Comité de Pilotage de la Diaspora Économique Bretonne, Jean-Jacques Hénaff est également membre fondateur en 1991 puis vice-président de l'Institut de Locarn. Après s'être rapproché du Syndicat intercommunautaire Ouest Cornouaille Aménagement (SIOCA), il est à l'initiative et président du GIE Chargeurs Pointe de Bretagne en 2011 et reçoit en 2012 le titre de Roi 2012 de la Supply Chain.
Jean-Jacques Hénaff reste PDG de la société jusqu'à ce que son fils, Loïc Hénaff, devienne directeur général en 2010, tout en restant président du conseil d'administration. Il a été président de l’Union interprofessionnelle patronale du Finistère de 1987 à 1990 et membre de la Commission Industrie-Commerce du CNPF de 1986 à 1992 et de la commission « Relations avec la Distribution » de l’ANIA. En 2007, il est le premier Français à recevoir le Trophée de l'Esprit alimentaire. Il est décoré de l'ordre de l'Hermine, de l'Ordre national du Mérite, du Mérite agricole et Chevalier de la Légion d'honneur.

## Distinctions
- Chevalier de la Légion d'honneur
- Officier de la Légion d'honneur (2021)
- Croix du combattant
- Médaille commémorative des opérations de sécurité et de maintien de l'ordre en Afrique du Nord, avec agrafe Algérie
- Chevalier de l'ordre du Mérite agricole (18 juillet 1985)
- Chevalier de l'ordre national du Mérite (23 décembre 1989)
- Ordre de l'Hermine (1997)[17]

### Documentaires
- « Hénaff ou le mystère de la petite boîte bleue », réalisé par Gérard Alle, 2013, coproduction Tita Productions et France Télévisions, voir en ligne